# یواس‌اس منلی (دی‌دی-۹۴۰)
یواس‌اس منلی (دی‌دی-۹۴۰) (به انگلیسی: USS Manley (DD-940)) یک کشتی بود. این کشتی در سال ۱۹۵۶ ساخته شد.